# 道琛
道琛（韓語：도침，？—661年），百济复国运动中領導人物，佛教僧人。
660年，唐和新羅聯軍滅百濟後，首都泗沘被佔領，他和將軍鬼室福信擁戴在倭國為人質的扶餘豐為王。在倭國援助下，他們集結了殘留的百濟軍隊，對新羅唐軍發動了一系列進攻。
663年，新羅和唐朝反擊，圍攻周留城，鬼室福信和他，扶傑豐之間也出現內閧，鬼室殺了他之後又與扶餘豐出現矛盾，最後扶餘豐逃往高句麗，百濟完全滅亡（成為熊津都督府）。